# Wyścigowe Samochodowe Mistrzostwa Polski 2015
Sezon 2015 był pięćdziesiątym dziewiątym sezonem Wyścigowych Samochodowych Mistrzostw Polski.

## Kalendarz
Źródło: chronopn.neostrada.pl
| Data             | Tor        | Miejsce | Klasa    |
| ---------------- | ---------- | ------- | -------- |
| 22–24 maja       | Tor Poznań | Poznań  | WSMP, DN |
| 10–12 lipca      | Tor Poznań | Poznań  | WSMP, DN |
| 7–9 sierpnia     | Tor Poznań | Poznań  | WSMP, DN |
| 2–4 października | Tor Poznań | Poznań  | WSMP, DN |

## Mistrzowie
Źródło: chronopn.neostrada.pl
| Klasa    | Kierowca             | Samochód                | Zespół                                |
| -------- | -------------------- | ----------------------- | ------------------------------------- |
| D4 +3500 | Jarosław Budzyński   | Porsche GT3             | Automobilklub Rzeszowski - GT3 Poland |
| D4 3500  | Dariusz Gałęzki      | Mitsubishi Lancer Evo X | Automobilklub Wielkopolski            |
| DN-1N    | Adrian Wielowiejski  | Fiat Seicento           | Automobilklub Wielkopolski            |
| DN-2     | Mikołaj Jóźwiak      | Renault Clio            | Automobilklub Wielkopolski            |
| DN-3     | Karol Jodko-Kamiński | Lotus Exige             | Automobilklub Wielkopolski            |
| DN-5     | Artur Obuchowski     | BMW 318 is              | Automobilklub Wielkopolski            |
| DN-6     | Dawid Abramczyk      | BMW E30                 | Automobilklub Wielkopolski            |
| DN-7     | Robert Abramczyk     | BMW 635                 | Automobilklub Wielkopolski            |
| DN-8     | Konrad Tadla         | Fiat 126p               | Automobilklub Wielkopolski            |